# Jaguar R1
La Jaguar R1 fu la monoposto della scuderia Jaguar Racing che corse la stagione di Formula 1 del 2000. Progettata da Gary Anderson era guidata da Eddie Irvine e Johnny Herbert. Nel corso della stagione totalizzò quattro punti, ottenuti tutti dal nord-irlandese. Il suo miglior risultato è stato il quarto posto ottenuto nel Gran Premio di Monaco.
Questa fu la prima auto della scuderia Jaguar Racing, che aveva rilevato la Stewart alla fine del 1999.

## La vettura

### Caratteristiche tecniche
La Jaguar R1 somigliava molto alla McLaren MP4/14 del 1999, in particolar modo nella parte anteriore, mentre presentava una sospensione posteriore totalmente nuova in cui, allo scopo di abbassare i pesi, veniva spostato l'ammortizzatore nella parte bassa del cambio, e anche un nuovo sistema di lubrificazione, all'origine però di gran parte dei guasti subiti durante la stagione.

## Stagione
La stagione di esordio della scuderia inglese non comincia secondo le aspettative sperate. Nelle prime due gare della stagione si profilano due ritiri consecutivi per i due piloti; solo in qualifica la vettura dà prova di competitività, con Irvine il quale marca il sesto tempo in Brasile. Le cose migliorano solo a Montecarlo dove ancora irlandese arriva quarto e porta così i primi punti al team. Il resto della stagione, tuttavia, è fatto da molti arrivi fuori dalla zona punti. La R1 continua a dare il meglio di sé solo in qualifica, vedi il sesto tempo di Irvine in Canada, l'ottavo di Herbert in Germania e i due settimi crono di Irvine in Giappone e Malesia; proprio sul circuito di Sepang arriva l'ultimo punto stagionale della monoposto, con il pilota nordirlandese che taglia il traguardo in sesta posizione.
| Anno | Team          | Motore                     | Gomme | Piloti         |     |     |    |    |    |     |   |     |     |     |     |     |    |     |    |   |     | Punti | Pos. |
| ---- | ------------- | -------------------------- | ----- | -------------- | --- | --- | -- | -- | -- | --- | - | --- | --- | --- | --- | --- | -- | --- | -- | - | --- | ----- | ---- |
| 2000 | Jaguar Racing | Ford-Cosworth CR-2 3.0 V10 | B     | Eddie Irvine   | Rit | Rit | 7  | 13 | 11 | Rit | 4 | 13  | 13  | INF | 10  | 8   | 10 | Rit | 7  | 8 | 6   | 4     | 9º   |
| 2000 | Jaguar Racing | Ford-Cosworth CR-2 3.0 V10 | B     | Luciano Burti  |     |     |    |    |    |     |   |     |     | 11  |     |     |    |     |    |   |     | 4     | 9º   |
| 2000 | Jaguar Racing | Ford-Cosworth CR-2 3.0 V10 | B     | Johnny Herbert | Rit | Rit | 10 | 12 | 13 | 11  | 9 | Rit | Rit | 7   | Rit | Rit | 8  | Rit | 11 | 7 | Rit | 4     | 9º   |